# Riu Arlanzón
L'Arlanzón és un riu de la península Ibèrica que és un afluent del riu Arlanza i pertany a la conca del Duero. Neix a la serra de la Demanda, que es troba al sud-est de la província de Burgos. Travessa el nord de Castella i Lleó, passant per la ciutat de Burgos i dividint-la en dues parts. Té una longitud de 131 km. L'Arlanzón forma les terrasses fluvials que hi ha al jaciment arqueològic d'Atapuerca.

## Geografia
Aquest riu neix prop del Pic de San Millán, a 2.132 m sobre el nivell del mar. Els embassaments d'Arlanzón i d'Uzquiza en regulen el cabal. Segons el Segon Inventari Forestal Nacional (ICONA, 1994), la conca de l'Arlanzón està composta principalment per terreny forestal (53,3%) i conreus (43,8%). La zona forestal és a la capçalera del riu. Conflueix amb el riu Arlanza poc abans que aquest ho faci amb el riu Pisuerga. L'Arlazón travessa les localitats de Pineda de la Sierra, Villasur de Herreros, Arlanzón, Ibeas de Juarros, San Millán de Juarros, Castañares, Burgos, Villalbilla de Burgos, Buniel, Frandovínez, Estépar i Pampliega.

### Afluents
| - Per l'esquerra - Canalejas - San Llorente - Rilales - Cueva - Linares - Cardeñadijo - Los Ausines - Mozuelo - Cogollos | - Per la dreta - Pequera - Tranco - Aido - Valdecarros - Vena - Ubierna - Urbel - Estépar - Hormazuelas - Penilla - Principal - Calleja |

## Galeria

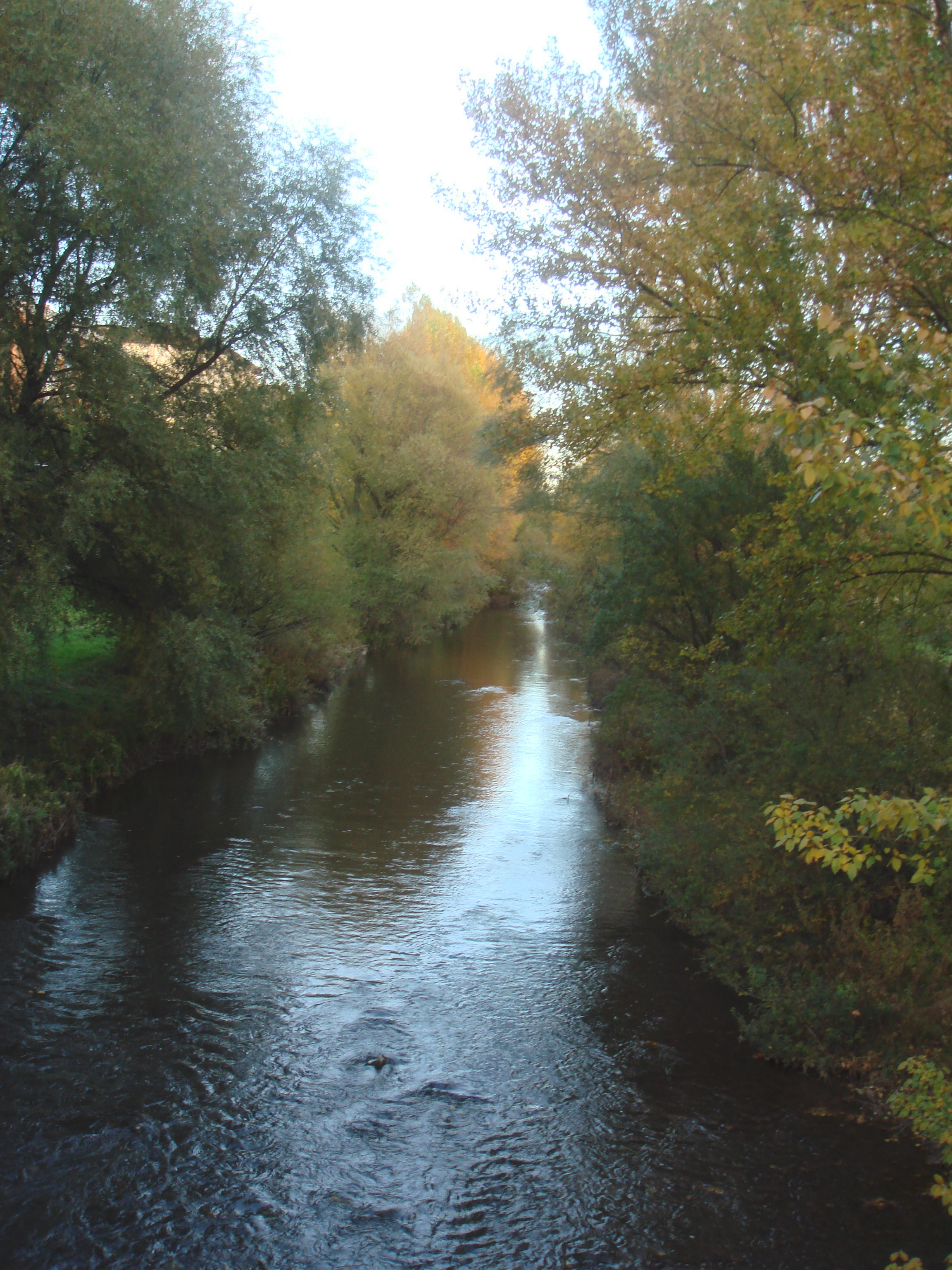
Vista de l'Arlanzón al pas de la ciutat de Burgos, 2007.
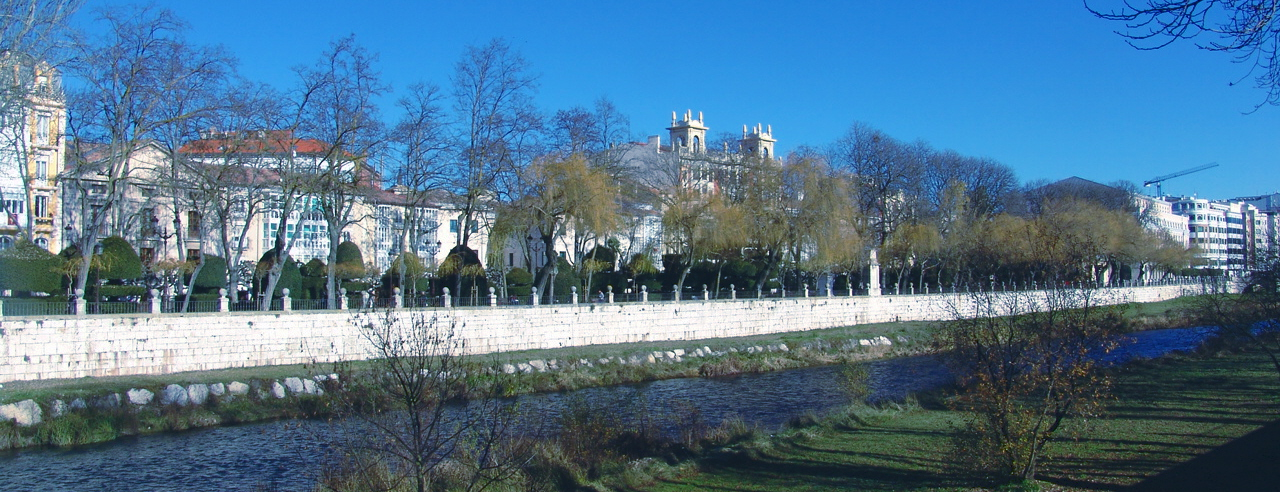
L'Arlanzón al seu pas per la ciutat de Burgos.
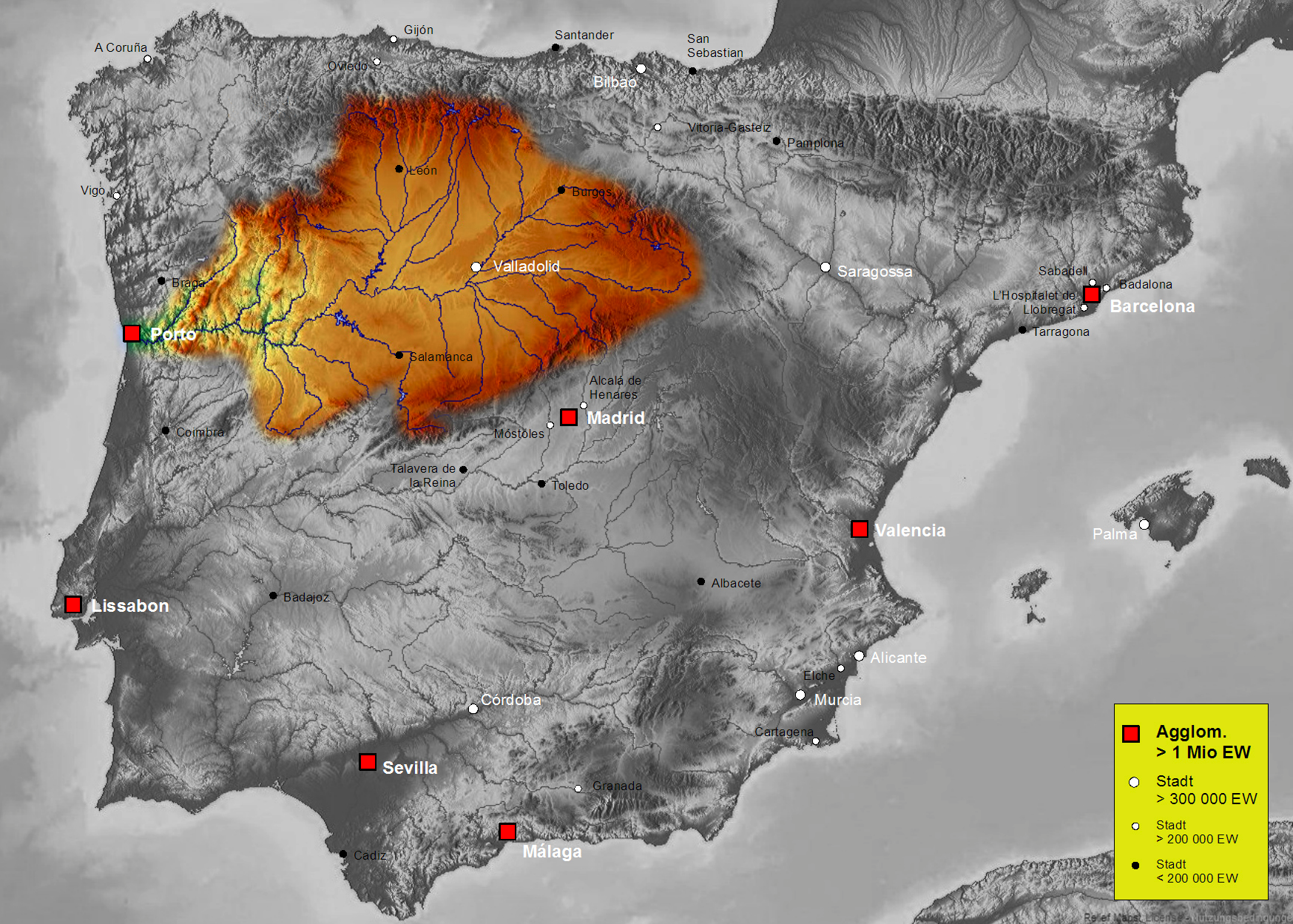
Conca del Duero.
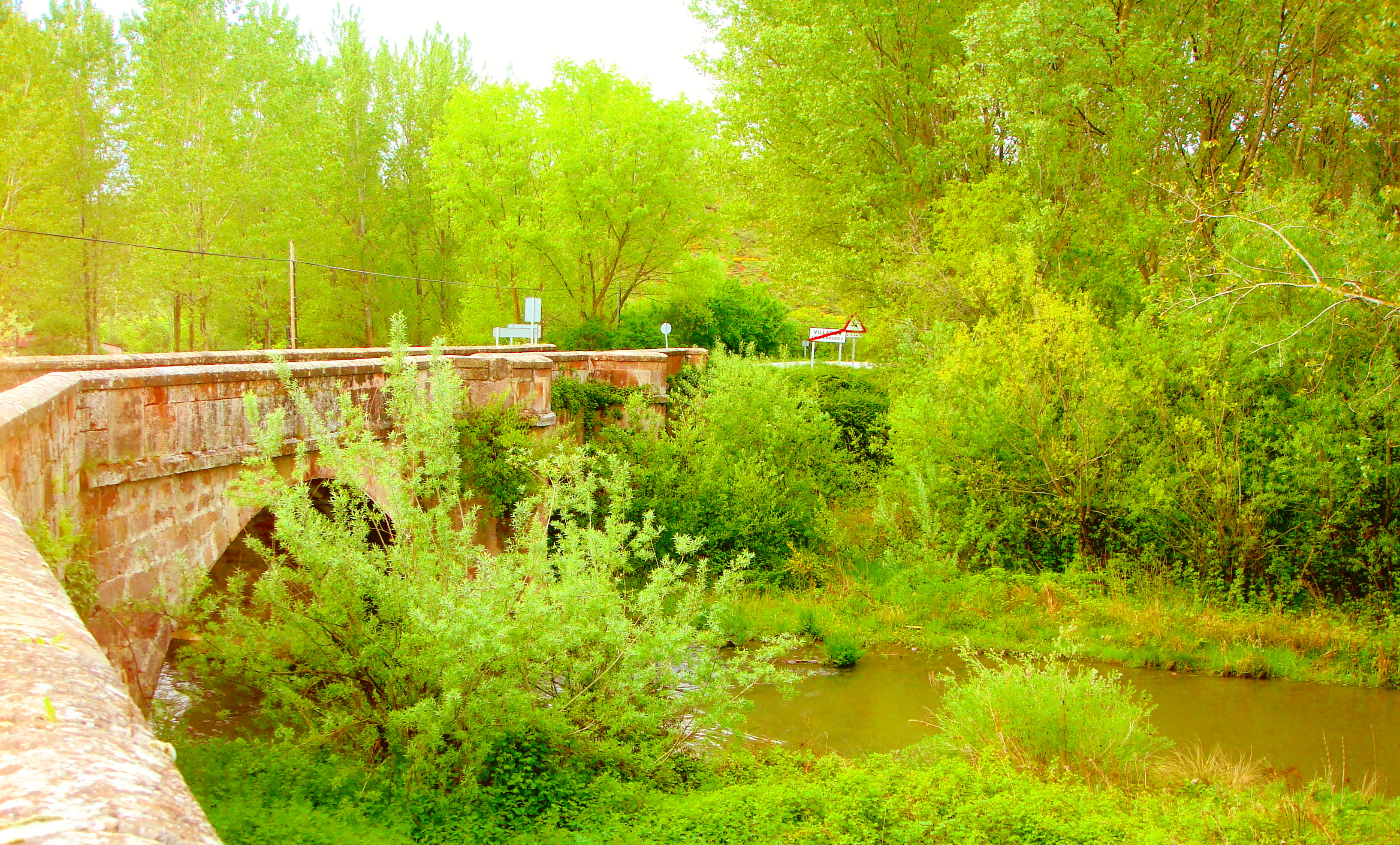
Arlanzón a Villasur de Herreros
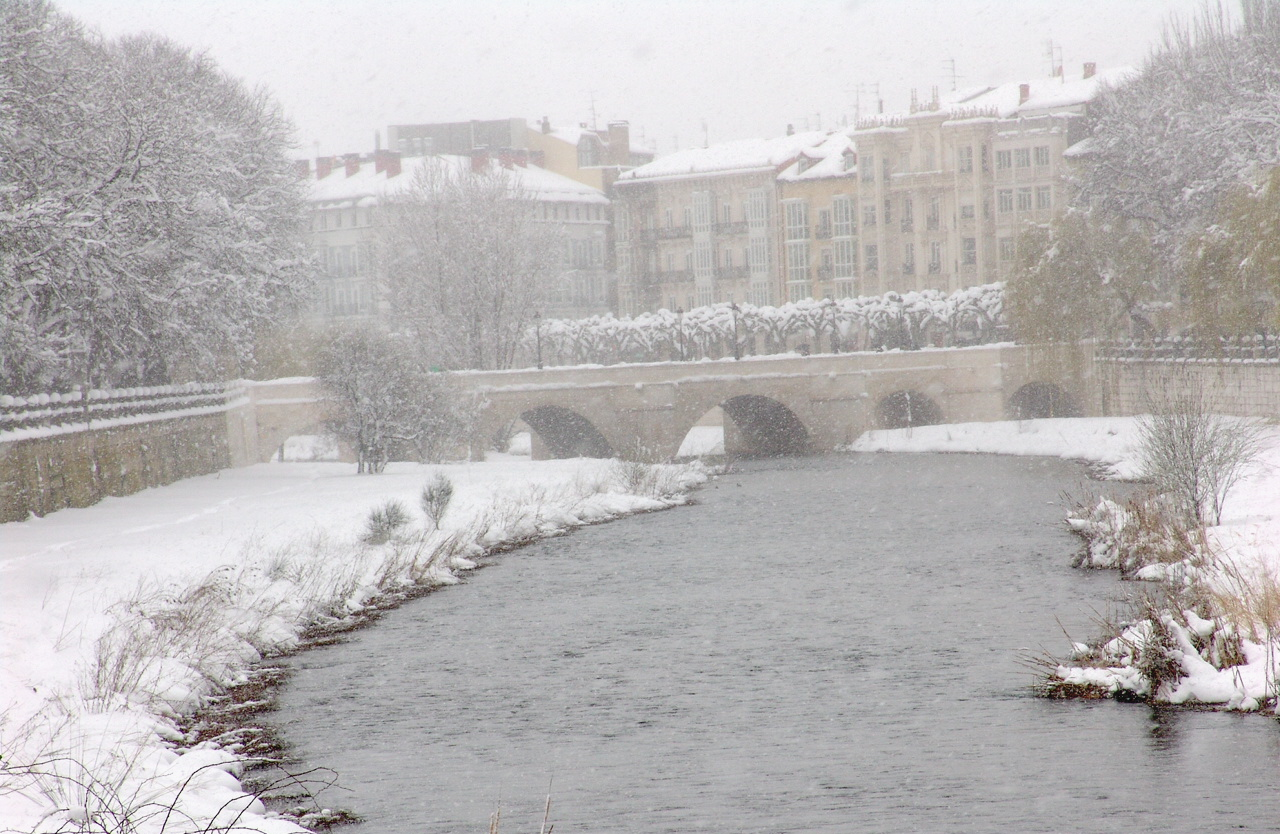
L'Arlanzón nevat